# Велосипедна лента
Велосипедна лента (вело-лента) е надлъжна част от пътя, очертана с маркировка, осигуряваща движението само на велосипеди в една посока един след друг.
- Велосипедна лента в Утрехт
- Велосипедна лента в Прага
- Велосипедна лента в Нидерландия